# Macropsis malagasis
Macropsis malagasis är en insektsart som beskrevs av Evans 1954. Macropsis malagasis ingår i släktet Macropsis och familjen dvärgstritar. Inga underarter finns listade i Catalogue of Life.